# 相良義陽
相良義陽（1544年—1581年），肥後相良家第十八代當主，幼名萬滿丸，通稱四郎太郎，建立相良家的全盛時期，但也敗於島津家的攻擊，最後臣服於島津家，在進攻阿蘇家時戰死。

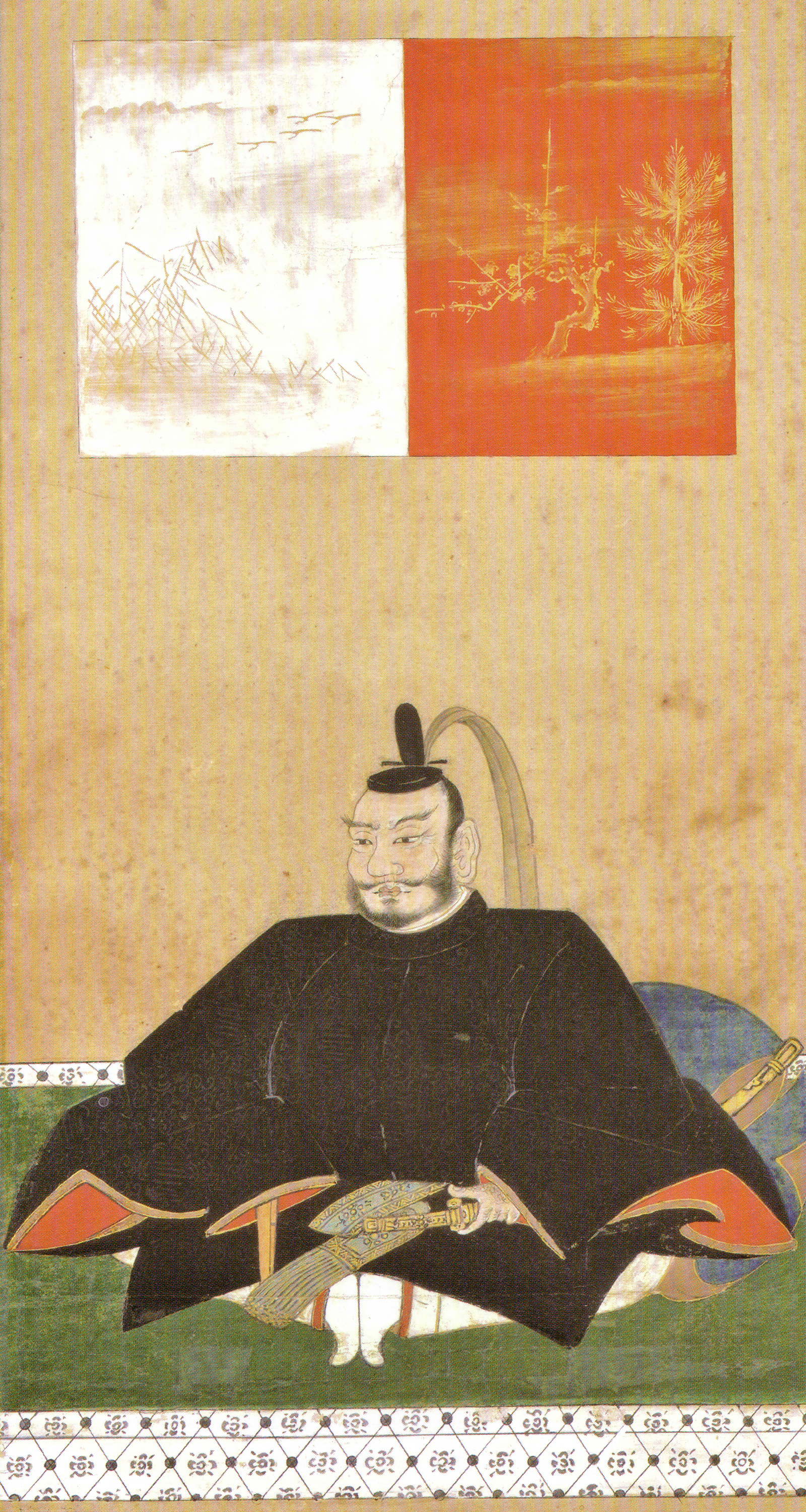
相良義陽畫像（存於人吉市相良神社所）

## 少年當主
天文二十四年（1555年），十七代當主相良晴廣於八代鷹峰城病故，年僅十二歲的萬滿丸繼為第十八代當主，由祖父上村賴興擔任後見役，弘治二年（1556年）二月，萬滿丸元服，改名相良賴房，介入鄰近豪族栖本氏和上津浦氏的爭端，作為栖本氏的援軍出陣，擊退上津浦氏的後援天草氏、志岐氏，成功促成天草氏單方面和栖本氏的和議。同年六月，賴房在祖父上村賴興策劃下奪取了菱刈氏的大隅大口城。

### 上村氏叛變
弘治三年1557年，祖父上村賴興病故後，其子上村城主上村賴孝、豐福城主上村賴堅、岡本城主稻留長藏三人欺賴房年少，圖謀相良家所領有的球磨、八代、葦北三郡，外引日向真幸院的北原氏及薩摩菱刈氏為援。相良家譜代家臣東長兄、丸目賴美、深水長智三奉行起兵鎮壓，於同年六月十日自八代領兵至東山城對豐福城進行急襲，上村賴堅兵敗逃入領內的福善寺，但仍遭相良軍包圍被逼自害。
上村賴孝與稻留長藏兵敗後逃入日向、薩摩，最後雖然被允許歸參，但是相良賴房仍命令深水長則殺害兩人，並且迫脅賴孝之子上村賴辰自盡。

## 整合內外
永祿二年（1559年），擊潰上村氏時的功臣東長兄、丸目賴美對立，家中頓時分成兩派，最後更演變成一場激烈的內戰，東長兄在相良賴房支持下取的大義名分，而丸目賴美則與親弟湯前城主東直政聯合，雙方於獺野原之戰中一決勝敗。最後，東長兄取得勝利，東直政戰死，丸目賴美逃往日向投靠伊東氏。

### 重整家臣團
在家中權臣自相殘殺完畢後，賴房出面收拾殘局，頒佈領內政令約束一門、家臣，對須惠、深田、木上、犬童等上村豪族賜褒狀，同時迎協力六百騎參戰的日向米良氏中的米良半右衛門為客將，重新加強相良家對球磨、八代、葦北三郡的支配，並且將合議制逐步轉變為中央集權。

### 外交方針
永祿三年（1560年），相良賴房迎娶日向大名伊東義祐之女千代鞠為妻，同時制霸於薩摩的島津義久為了在攻打大隅同時避免與肥後方面的衝突，向賴房送去表達親交之意的起請文，後於有馬、大村兩家攻打栖本氏時，相良賴房為鞏固自家在肥後的地位，與天草氏聯合派遣援軍，並促使栖本與上津浦兩家休兵。
永祿五年（1562年），相良賴房作為伊東義祐的援軍，參加攻打日向真幸院的北原氏，伺機瓜分原屬於北原氏的領地，同時也和鄰近的阿蘇家執政甲斐宗運親近結交，兩人在白木妙見社交換焚燒誓紙結義。
永祿七年（1564年），相良賴房受賜將軍足利義輝的偏諱「義」字，改名相良義陽，同時敘任從四位下修理大夫的官職，並且仲介天草氏和上津浦氏和談，當時相良義陽年二十一歲，也讓相良家達到全盛時代，同時島津義久也在成功威脅真幸院北原氏臣屬，撕破與相良家之間的關係，頻頻出兵與球磨、葦北的國境。 

## 島津襲來

### 大口城防線
永祿十年（1567年），島津義久以重臣新納忠元北上配置於市山城攻打大口城，相良義陽遂與菱刈氏結合進行固守，在赤池長任、岡本賴氏等家臣勇將的活躍下於初栗合戰中成功擊退島津軍。永祿十二年（1569年），島津義久遣其弟島津家久再度攻打大口城，守將丸目長惠被誘出城外擊破相良軍，大口城失陷，怒不可遏的相良義陽遂將丸目長惠處以流放。 

### 喪失外援
為了防備島津家的侵略，相良義陽不但進一步透過甲斐宗運加強與阿蘇家盟約，同時聯合姻親日向伊東氏，並經由岳父義祐和佔據豐前、豐後的大友家結盟。元龜三年（1572年）五月，相良義陽與岳父伊東義祐聯合出兵向島津義弘的飯野城進攻，伊東祐安率兵三千從三山城出發，義陽同時率領援軍出陣，意圖一鼓作氣攻破島津家。
不料，事與願違，伊東軍在木崎原之戰中大敗，島津義弘以十分之一的兵力擊破，所幸身在後軍的相良義陽及時見機撤回球磨方保全全軍，然而昔日制霸日向一國的伊東家卻從此式微，一蹶不振，大批家臣倒戈島津家，引發「伊東崩」，島津義久於同年佔領日向全境，統合薩摩、大隅、日向三國，也給領南肥後三郡的相良義陽帶來了更大的壓力。 
天正六年（1578年），大友宗麟慘敗於島津氏之手，勢力亦告衰退，肥後變成了繼大友家後新崛起的肥前龍造寺隆信和薩摩島津義久的競食之地，本來大友家老底仍在，若是有其共同分擔島津氏的兵力，相良義陽仍然可以爭取到喘息空間，但是面臨龍造寺家侵攻的大友宗麟最後選擇放棄日向、肥後，透過織田信長向島津家提出和議，島津義久亦鑑當前大敵已變成龍造寺隆信，遂同意之，同時也開始加強對相良、阿蘇的攻略，自葦北、宇土方面出兵攻入相良領，破壞原來相良、阿蘇犄角相守的形勢。

### 戰敗投降
天正九年（1581年），島津義久起兵越過肥薩國境攻打葦北水俣城，由於相良義陽早已為此役準備好長期戰，並且配置家中猛將犬童賴安率七百城兵多次打退島津軍，最後義久轉換策略以包圍取代猛攻，以長期戰的方式跟相良家對耗，相良義陽自知大勢已去為保全家名轉向宿敵島津家乞和，割讓葦北一郡，讓渡水、湯浦、津奈木、佐敷、市野瀨五城，並交出相良忠房、長每二子當作人質，但是義久考量到相良家屈辱的心情，為顯示己方的大度，將人質送還相良家，義陽也在臣服島津家後也發揮其影響力仲介鄰近國人名和氏投入島津家麾下。

## 死得其所
相良義陽降伏島津家同年，島津義久便下令要求相良義陽攻擊往日盟友阿蘇家，同年十二月，相良義陽統領八百軍勢自八代城出發，聯合名和氏的援軍翻越了邊境姿婆神峠，侵入益城郡攻打山崎村，擊破當地守將伊津野山城守的部隊，將其討殺。義陽將本陣設於村內的響野原，並派遣東左京進擔任先鋒率領別動隊，接連攻下阿蘇氏支城甲佐城和堅志田城，斬殺守將西村金吾，並進而攻取赤峰尾城、豐內城，持續往甲斐宗運親鎮的御船城進襲。

### 響野原之戰
但是甲斐宗運善用天時，趁著大霧反對相良軍本陣發起奇襲，以洋槍隊為先陣迂迴至相良陣的另一側鳴槍射擊驚醒仍在夢鄉的相良軍，同時領兩百騎兵殺入陣中，趁相良軍分不清方向產生恐慌心理時兩造夾擊，營造出四面八方皆有來敵的態勢，導致相良軍混亂全潰，同時甲斐宗運也利用對義陽佔據姿婆神社不滿的成願寺、江林寺、海上庵僧兵衝擊相良義陽本營。大亂之中，義陽身邊自犬童長門以下十五名近眾討死，自大將以下共三百餘人陣亡，全軍潰散，敗回八代。相良義陽戰死陣中，享年三十八歲，法名玉井院越江蓮芳。 

### 相良家後續
在義陽戰死後，長子忠房隨之急病過世，遂由次子相良長每繼位，家臣深水長智及犬童賴安分別從文武方面的輔佐，在豐臣秀吉征伐九州時，在深水長智的斡旋下獲得人吉兩萬石的安堵。之後在關原之戰時雖然先屬於西軍，後又倒戈至東軍，領地不變。明治維新後，位列子爵。

## 相良氏主要家臣
- 深水長智
- 東長兄
- 丸目賴美
- 丸目長惠
- 犬童賴安
- 佐牟田長堅
- 赤池長任
- 岡本賴氏